# Concierto para piano n.º 2 (Balákirev)

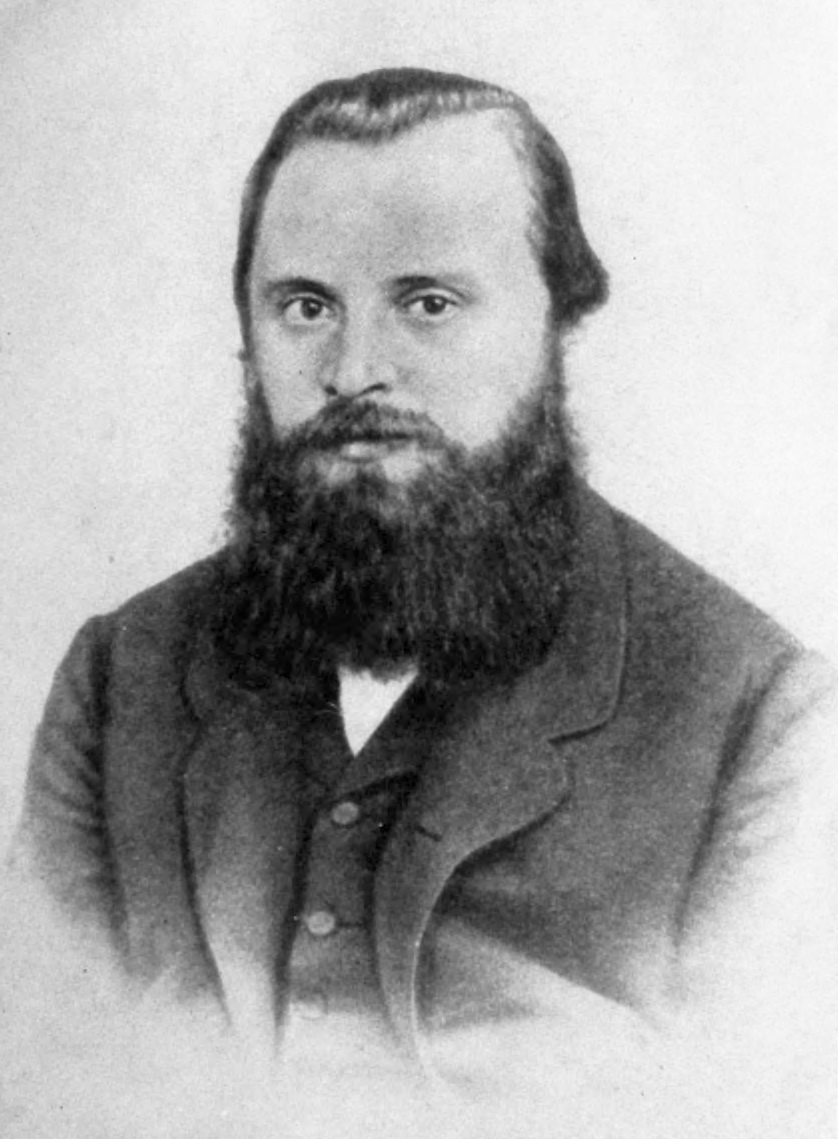
Balákirev hacia 1866.

El Concierto para piano n.º 2 en mi bemol mayor fue compuesto por Mili Balákirev 1861 y completado por Serguéi Liapunov en 1911. La obra está dedicada a Boris Zilinski.

## Historia
La composición de esta pieza comenzó en el verano del 1861. Fue completada en 1911 por el alumno Serguéi Liapunov, siguiendo sus precisas indicaciones.
El estreno se celebró el 2 de enero de 1911 en Berlín.

## Instrumentación
La partitura está escrita para un piano solista y una orquesta formada por:
- Viento madera: 3 flautas (una doblando flautín), 2 oboes, 1 corno inglés, 2 clarinetes, 2 fagotes.
- Viento metal: 4 trompas, 2 trompetas, 3 trombones, 1 tuba.
- Percusión: timbales, platillos, tam-tam, triángulo.
- Cuerda: una sección de cuerdas con violines I y II, violas, violonchelos y contrabajos.

## Estructura y análisis
La obra consta de tres movimientos:
- I. Allegro non troppo
- II. Adagio
- III. Allegro risoluto

La interpretación de esta obra dura aproximadamente 35 minutos. 